# Galang (singolo)
Galang è il singolo d'esordio della cantante britannica M.I.A., pubblicato per la prima volta nel 2003 e in seguito ristampato nel 2005. Il video del brano, diretto da Ruben Fleischer è stato presentato durante una puntata speciale della serie TV Subterranean di MTV2 il 29 maggio 2005

## Tracce
1. Galang – 3:35

## Classifica
| Classifica (2005) | Posizione massima |
| ----------------- | ----------------- |
| Regno Unito       | 77                |